# Materne Confilux
Pour l'entreprise française, voir Materne Industries.
Materne Confilux est une entreprise belge du secteur agroalimentaire fondée en 1888 par Édouard Materne qui est établie à Floreffe en région namuroise.

## Historique
L'entreprise Materne est créée le 1er juillet 1888 à Wépion par Édouard Materne,. Elle est spécialisée dans la production et le commerce de fruits. La société participera à l’expansion de la culture de la fraise de Wépion et de l'horticulture maraîchère sur l’île de Dave. Une activité de siroperie se met également en place.
En 1895, l'entrepreneur Auguste Heymans reprend l'atelier de fabrication de pâte de pomme Landenne & Persoons située à Profondeville. En 1928, ce dernier sera agrandi et installé dans le proche village de Lustin. Il deviendra par la suite Confilux.
En 1896, pour répondre à l'augmentation de la demande, Édouard Materne ouvre un nouveau site de préparation à Jambes à proximité de la gare du Nord. En 1897, l'exonération des droits fiscaux sur le sucre lui permet de se diversifier dans la production de confiture. L'entreprise développe des pâtes de fruits et des conserves de fruits,.
En 1921, Materne fait reconstruire la confiturerie de la Thiérache à Boué qui a été détruite durant la Première Guerre et accompagne une implantation sur le marché français. Jean, fils d'Édouard Materne, succède à son père. À partir de 1926, la société commercialise de la pectine, et Frima,, filière spécialisée dans les fruits et légumes surgelés, voit le jour à Grobbendonk en 1946.
Le conglomérat W.R. Grace absorbe Materne en 1967, puis Confilux en 1970. Les activités autour des conserves de fruits seront développées en 1973 par le rachat en Allemagne de Odenwald-Konserven.
En 1977, Materne-Confilux fusionne et Brooke Bond Liebig s'en porte acquéreur. En 1980, une unité de production plus moderne est inaugurée à Floreffe. En 1982, la société, qui s'est étendue avec Materne-Polska en Pologne, est rachetée par le groupe français BSN-Gervais Danone,.
Une scission entre Materne Belgique (Materne-Confilux) et Materne France (Materne-Fruibourg) est opérée.
En 1990, le groupe Andros entre dans le capital de Materne-Confilux,.

## Produits
En 2024, la société namuroise dispose d'une capacité de production annuelle de près de 82 000 tonnes.
Son catalogue se compose d'une variété de confitures, de compotes, de jus de fruits pour la grande distribution et de préparations de fruits pour la pâtisserie comme des fourrages, des coulis ou des corins.

## Exportations
Materne Confilux exporte dans plus de 10 pays : Allemagne, Autriche, Chine, États-Unis, France, Italie, Japon, Pays-Bas, Royaume-Uni, Suède et au Moyen-Orient.